# The Drifters
The Drifters — вокальный коллектив, созданный в начале 1953 года по настоянию продюсеров Ахмета Эртегуна и Джерри Векслера специально под Клайда Макфэттера — обладателя высокого тенора из популярной группы The Dominoes (где его заменил не менее талантливый Джеки Уилсон). В конце 1955 года Макфэттер покинул The Drifters, но и после его ухода команда, несмотря на регулярную смену составов, оставалась одним из самых популярных имён в мире ритм-энд-блюза до середины 1960-х годов.
Наибольшим успехом изначального состава The Drifters во главе с Макфэттером был сингл «Money Honey» (август 1953), в котором историки рок-музыки видят одну из первых рок-н-ролльных записей и прообраз музыки Элвиса Пресли. После ухода Макфэттера продюсер Джордж Трэдвелл (супруг и импресарио Сары Вон) рассматривал The Drifters как сугубо коммерческое предприятие и отказывался платить его участникам более 100 долларов в неделю. Не получали они и процента от реализованных записей. Вокалисты рассматривали The Drifters как стартовую площадку для сольной карьеры и редко задерживались в ней более года. В качестве бэк-вокалистки одно время выступала Дайон Уорвик.
Наиболее успешный период истории группы, когда они на равных конкурировали с The Platters и The Coasters, связан с именем фронтмена Бена Нельсона (1958-59). Именно он исполнил There Goes My Baby (1958) — песню Лейбера и Столлера, которая в своё время представлялась экспериментальной. Впервые в истории ритм-энд-блюза звучание строилось на струнных инструментах, а не на клавишных. Необычное звучание с латиноамериканским налётом сделало из песни грандиозный хит в США и за их пределами. There Goes My Baby определило направление развития «чёрной» музыки на несколько лет вперёд, предварив собой эксперименты Сэма Кука, Фила Спектора и Смоки Робинсона («мотауновское звучание»).
В 1959 году Нельсон объявил о начале сольной карьеры под именем Бена Кинга. В период поиска Тредвеллом нового фронтмена он продолжал записываться с группой. К этому переходному этапу в истории группы относятся такие неувядающие хиты, как «This Magic Moment» и «Save the Last Dance for Me» (1-е место в США, 2-е место в Британии). С 1960 по 1964 годы The Drifters возглавлял Руди Льюис; самой популярной записью этого периода является бодрая «Up on the Roof» (1960, 4-е место в США). Льюис был найден мёртвым накануне записи последнего крупного хита группы, «Under the Boardwalk» (1964). На записи солировал Джонни Мур, остававшийся фронтменом вплоть до конца 1970-х.
В 1969 редактор журнала Ларри Маршак решил организовать серию концертов The Drifters и других классических вокальных групп. Она нашел Дока Грина, Чарли Томаса и Элсберри Хоббс и начал рекламировать их как The Drifters. Это привело к судебным искам от Фей Трэдвелл, жены Джорджа Трэдвелла, бывшего продюсера группы. В попытке предоставить своей группе исключительные права на название, Маршак убедил Хоббса, Томаса и Грина подать заявку на товарный знак на название The Drifters в 1976 году. Товарный знак был предоставлен, но из-за судебного иска Трэдвелла он был отозван в 2000 году в Федеральном суде США. Впоследствии трио распалось, участники создали свои собственные группы. С 2005 по 2014 в 34 штатах США действовал ряд законов, который запрещал промоутерам собирать новые музыкальные группы и рекламировать их под именем известных коллективов.
The Drifters принадлежат к тем группам, которые определили звучание популярной музыки конца 1950-х и начала 1960-х. Пять песен коллектива вошли в список 500 величайших песен всех времён по версии журнала Rolling Stone: «Up on the Roof» (113-е место), «Save the Last Dance for Me» (182), «There Goes My Baby» (193), «Money Honey» (252) и «Under the Boardwalk» (487).